# Pantalón

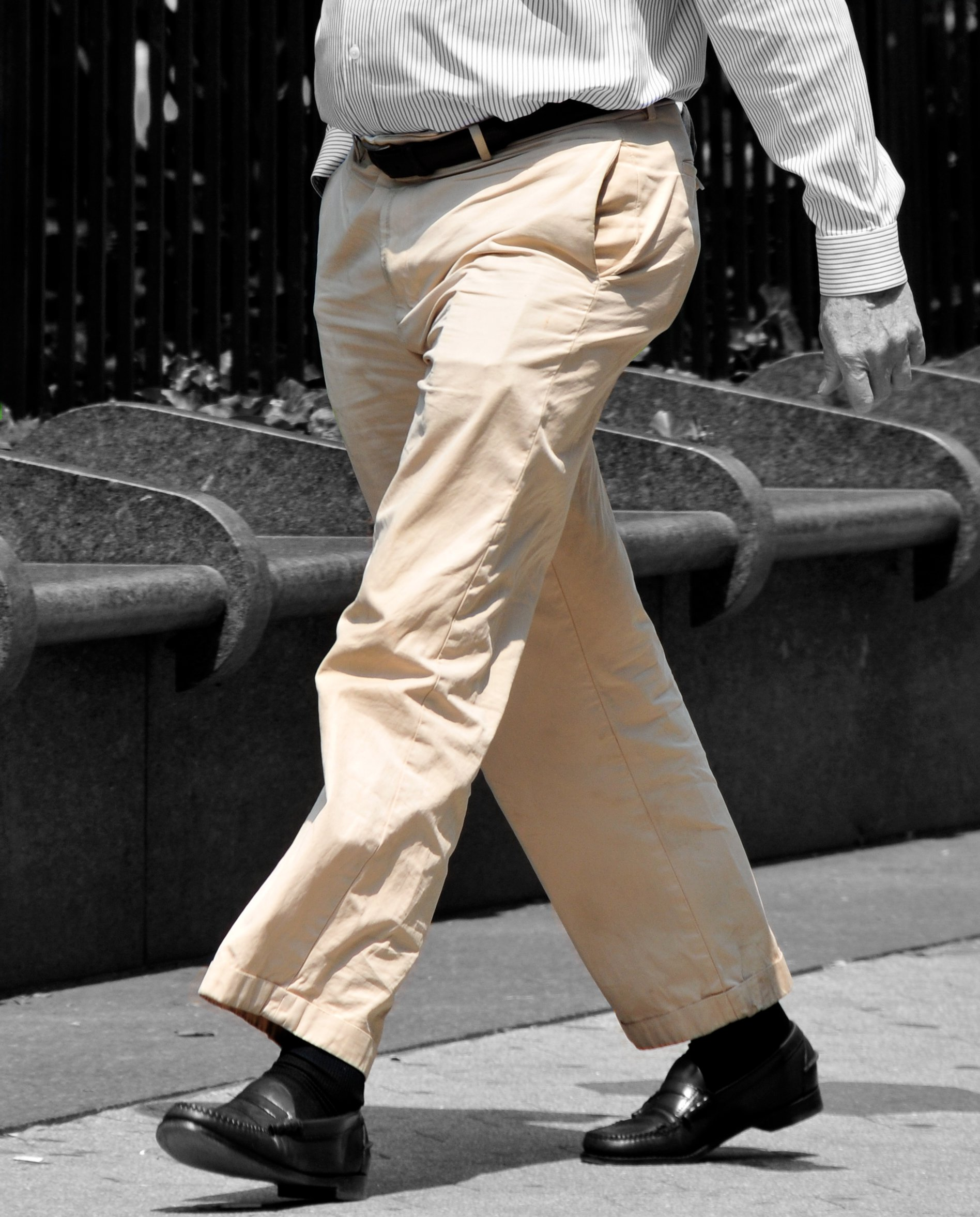
Un hombre usando pantalones

El pantalón es una prenda de vestir que se ajusta a la cintura y llega a una altura variable de la pierna o hasta los tobillos, cubriendo cada pierna por separado. Generalmente consta de dos perneras.
Los pantalones más antiguos conocidos, que datan del periodo comprendido entre los siglos XIII y X a. C., se encontraron en el cementerio de Yanghai, en Turpan, Sinkiang (Tocharia), en la actual China occidental.  Hechos de lana, los pantalones tenían las piernas rectas y la entrepierna ancha y probablemente estaban hechos para montar a caballo. En la mayor parte de Europa, los pantalones se han usado desde la antigüedad y durante todo el período Medieval, convirtiéndose en la forma más común de ropa para la parte inferior del cuerpo de los hombres adultos en el mundo moderno. Calzones fueron usados en lugar de pantalones en la Europa moderna temprana por algunos hombres de las clases más altas de la sociedad. Antes de 1235, los pantalones se llamaban cobertura de piernas y se usaban típicamente durante los días normales. Estaban prohibidos en la iglesia debido a su invisionamiento por parte de los sacerdotes. Los pantalones formales distintivos se llevan tradicionalmente con traje de día formal y semi-formal. Desde mediados del siglo XX, las mujeres también llevan cada vez más pantalones.
Los vaqueros, confeccionados en tela vaquera, son una forma de pantalón de vestir informal muy utilizada en todo el mundo por ambos sexos. Los pantalones cortos suelen preferirse en climas cálidos o para practicar algunos deporte y también a menudo por niños y adolescentes. Los pantalones se llevan en las caderas o en la cintura y suelen sujetarse con botones, elásticos, un cinturón o tirantes (tirantes). A menos que sean elásticos, y especialmente en el caso de los hombres, los pantalones suelen llevar una bragueta con cremallera o botón. Los vaqueros suelen llevar bolsillos laterales y traseros con aberturas situadas ligeramente por debajo de la banda de la cintura. También es posible que los pantalones lleven bolsillos cargo más abajo en las piernas.
El mantenimiento del ajuste es más difícil en los pantalones que en otras prendas. La longitud de las piernas puede ajustarse con un dobladillo, lo que ayuda a mantener el ajuste durante la adolescencia y los primeros años de la edad adulta. El ajuste a medida de la circunferencia para acomodar el aumento de peso o la pérdida de peso es relativamente limitado y, por lo demás, puede ser necesario cambiar los pantalones después de un cambio significativo en la composición corporal. Los pantalones de mayor calidad suelen llevar tela adicional en el margen de la costura central trasera, de modo que la cintura puede abrirse más.

## Características

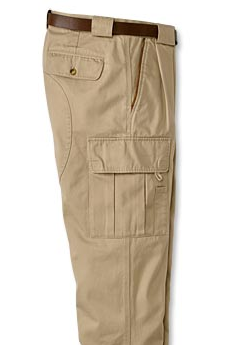
Un pantalón cargo con cinturón café.

Esta confección de tela de distintos materiales (algodón, mezclilla, poliéster, pana, etc.) tiene tres aberturas; una de ellas se ajusta a la cintura y las otras dos en cada una de las piernas. El pantalón puede ser largo, en cuyo caso las bocas de las piernas llegan a la altura de los tobillos o incluso más abajo, o puede ser corto en distintas graduaciones, que van desde la pantorrilla (piratas) hasta la rodilla (pantaloneta) o la ingle (mini-cortos). Cuando la longitud llega a media pantorrilla, se denominan pantalones Capri.
Esta vestimenta es usada tanto por varones como por mujeres, y suele tener también accesorios tales como bolsillos para guardar elementos personales, cremallera (bragueta en el caso de los varones), para poder vestir más fácilmente aquellos de materiales menos flexibles, y trabillas, para poder sostener cinturones, en aquellos que sean holgados de cintura.

## Etimología
El vocablo «pantalón» procede de Pantaleón, arquetipo literario del burgués del siglo XVII propio de la comedia del arte italiana y que vestía una prenda de este tipo.

## Historia

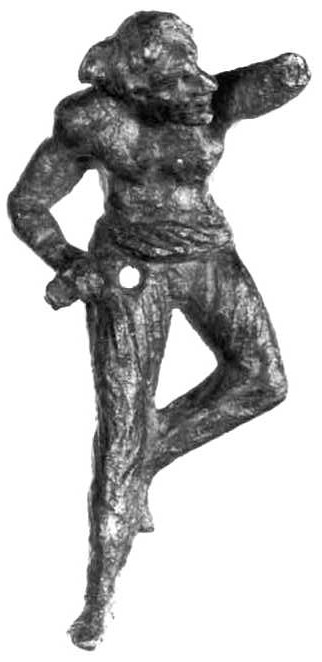
Representación romana de bronce (encontrada en Apt, Francia) de un bárbaro galo usando bracece, calzones largos y arrugados.

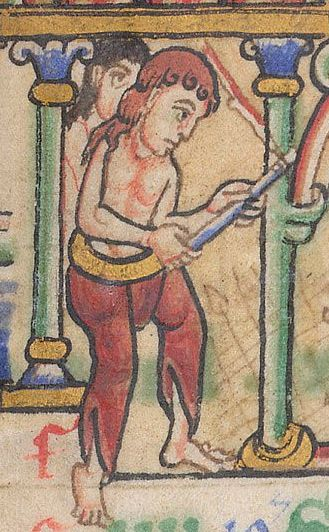
Detalle de un campesino medieval con una trilladora usando Bracece, Salterio de Shaftesbury (Inglaterra) segundo cuarto del.

### Prehistoria
En el Paleolítico Superior hay indicios de que se usaban pantalones, como se ve en las figurillas encontradas en los yacimientos siberianos de la cultura Mal'ta y Buret'. Los tejidos y la tecnología para su construcción son frágiles y se desintegran con facilidad, por lo que a menudo no se encuentran entre los artefactos descubiertos en los yacimientos arqueológicos. Los pantalones más antiguos que se conocen se encontraron en el cementerio de Yanghai, extraídos de momias de Turfán, Sinkiang, en el oeste de China, pertenecientes a los pueblos de la cuenca del Tarim; datados en el periodo comprendido entre el siglo XIII y el X a. C. y fabricados en lana, los pantalones tenían las piernas rectas y la entrepierna ancha, y probablemente estaban hechos para montar a caballo.

### Antigüedad
Los griegos no los llevaban, como vemos por dos pasajes de Teofrasto. Hallamos en Ovidio algunos versos en los que dice expresamente que este adorno o abrigo de los bárbaros era desconocido a los griegos y echa en cara a los habitantes del Ponto, que se vanagloriaban de ser griegos de origen, el haber adoptado los calzones de los persas, sus mortales enemigos. Solamente los atletas llevaban una faja o zona en la cintura para cubrir su desnudez. Se parecía esta a un mandil o delantal cerrado, al campestre de los romanos y al subligaculum, que propiamente era lo mismo.
Los troyanos, los frigios, los habitantes de la Táurica y, en una palabra, todos los bárbaros aparecen en los monumentos griegos con calzones semejantes a nuestros pantalones, pero más largos y más arrugados. Los galos se distinguieron con aquella parte de su vestido llamada por los latinos bracece, lo que hizo llamar a una parte de las galias gallia braccata (bragada).
En los primeros tiempos de Roma no se llevaban calzones, porque la túnica llegaba hasta las rodillas y la toga hasta media pierna. Se suplían estos cuando se llevaban las armas o se temía al frío con ciertas vendas, fascice crurales, con las que se envolvían los muslos. Pero más adelante, tras haberse mezclado los galos, los germanos y los godos con los romanos, adoptaron estos en general los calzones largos de aquellos.
De un pasaje de Trebelio resulta que los soldados llevaban también un campestre. Los oficiales se representan en diferentes monumentos antiguos con calzones que les llegan hasta la rodilla o un poco más abajo.
Todos los que salían a los teatros de Roma estaban obligados a llevar por decencia unos calzones largos, como se ve por Cicerón y por otros monumentos de la Antigüedad. Ordinariamente en los baños públicos se llevaba el campestre o el subligaculum, como se desprende de unos versos de Marcial.

## Uso por las mujeres

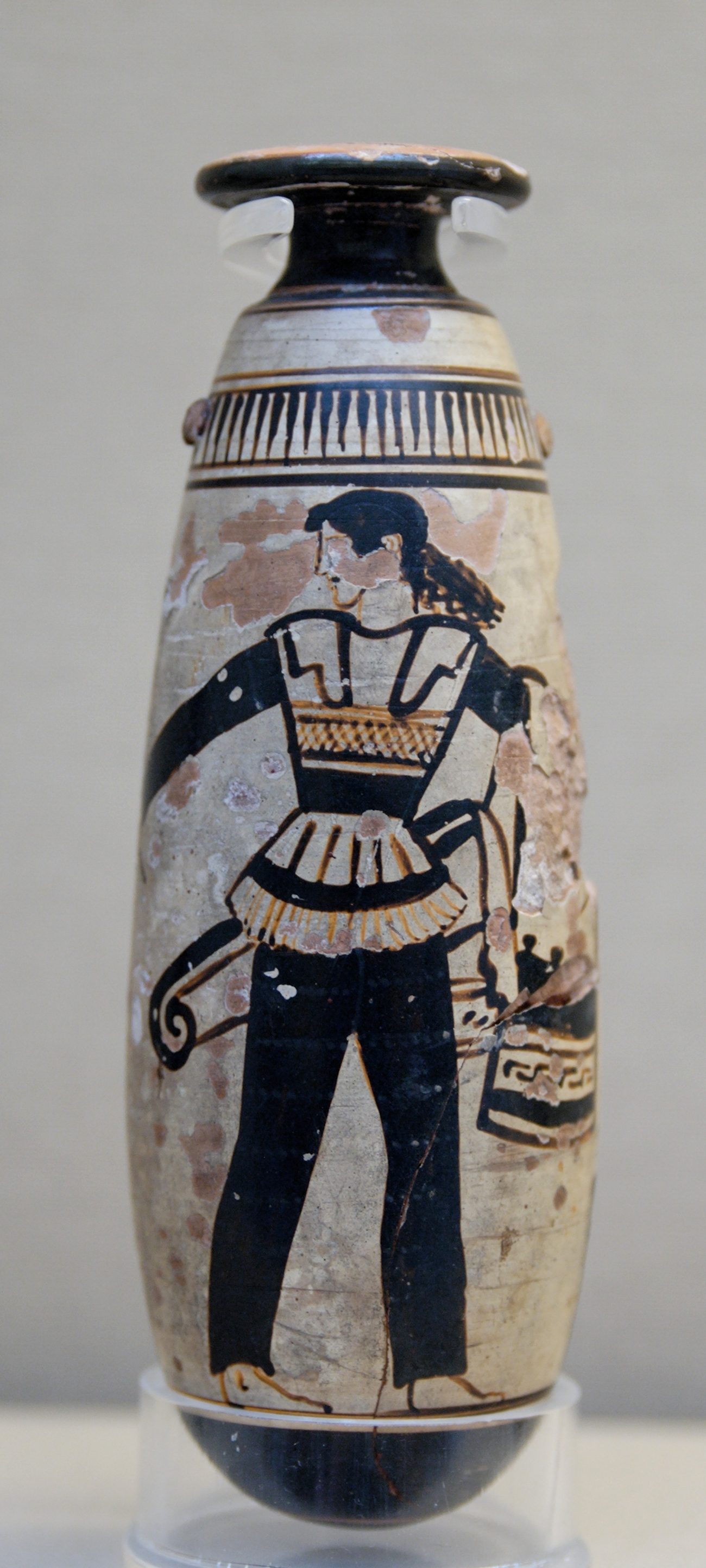
Amazona con pantalones y un escudo con un paño estampado y un carcaj. Alabastrón de fondo blanco del ático griego antiguo, c. 470 a. C., Museo Británico, Londres.

En la sociedad occidental, fue la cultura oriental la que inspiró al diseñador francés Paul Poiret (1879-1944) para ser uno de los primeros en diseñar pantalones para mujer. En 1913, Poiret creó unos pantalones femeninos anchos y holgados, llamados pantalones de harén, que se basaban en el vestuario del popular ballet Sheherazade. Escrito por Nikolái Rimski-Kórsakov en 1888, Sheherazade se basaba en la colección de leyendas de Oriente Próximo Las mil y una noches.
A principios del siglo XX, las pilotos aéreas y otras mujeres trabajadoras solían llevar pantalones. Las frecuentes fotografías de la década de 1930 de las actrices Marlene Dietrich y Katharine Hepburn con pantalones contribuyeron a que los pantalones fueran aceptables para las mujeres. Durante la Segunda Guerra Mundial, las mujeres empleadas en fábricas o que realizaban otros "trabajos de hombres" en el servicio de guerra llevaban pantalones cuando el trabajo lo exigía. En la posguerra, los pantalones se convirtieron en una prenda informal aceptable para la jardinería, la playa y otras actividades de ocio. En Gran Bretaña, durante la Segunda Guerra Mundial, el racionamiento de ropa llevó a las mujeres a llevar la ropa civil de sus maridos, incluidos los pantalones, al trabajo mientras los hombres servían en las fuerzas armadas. Esto se debía en parte a que se consideraban prácticos para el trabajo, pero también para que las mujeres pudieran conservar su asignación de ropa para otros usos. A medida que esta práctica de llevar pantalones se generalizaba y la ropa de los hombres se desgastaba, se necesitaban recambios. En el verano de 1944, se informó de que las ventas de pantalones de mujer quintuplicaban las del año anterior.

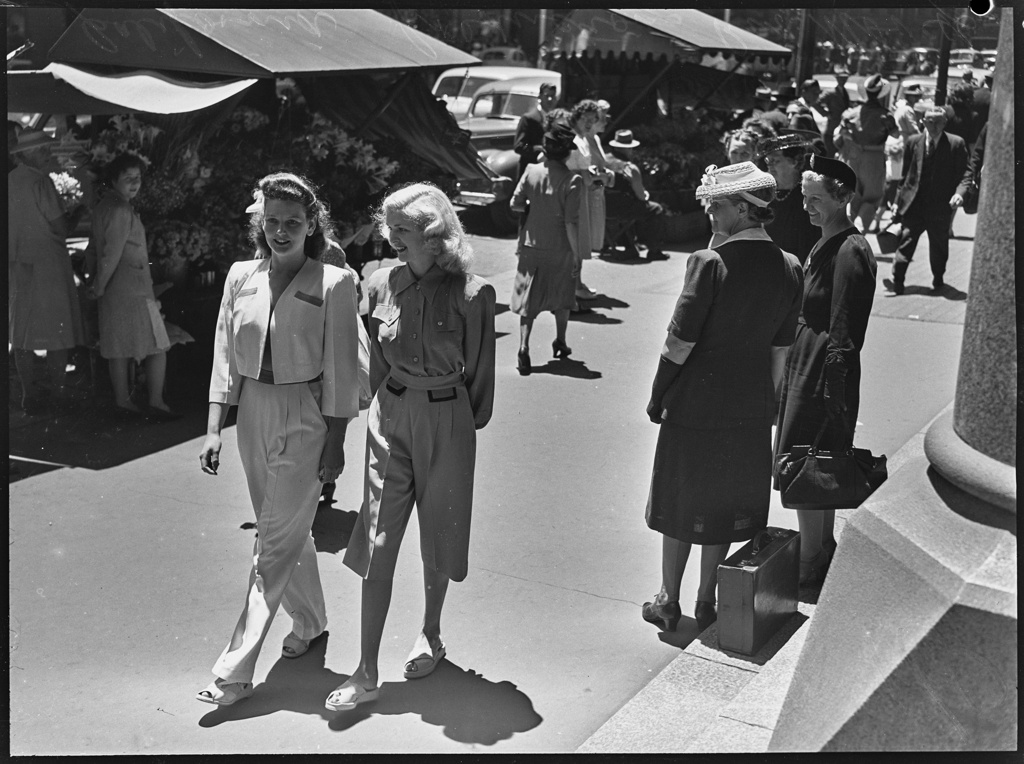
Mujeres con pantalones, Sídney, 1946

En 1919, Luisa Capetillo desafió a la sociedad al convertirse en la primera mujer de Puerto Rico en llevar pantalones en público. Capetillo fue enviada a la cárcel por lo que se consideró un delito, pero más tarde se retiraron los cargos.
En la década de 1960, André Courrèges introdujo los pantalones largos para las mujeres como un artículo de moda, lo que condujo a la era del traje pantalón y los vaqueros de diseño y la erosión gradual de las prohibiciones sociales contra las niñas y las mujeres que llevaban pantalones en las escuelas, el lugar de trabajo y en los restaurantes de lujo.
En 1969, la representante Charlotte Reid (republicana de Illinois) se convirtió en la primera mujer en llevar pantalones en el Congreso de EE. UU..
Pat Nixon fue la primera primera dama estadounidense en llevar pantalones en público.
En 1989, la senadora del estado de California Rebecca Morgan se convirtió en la primera mujer en llevar pantalones en un senado del estado de EE. UU.
Hillary Clinton fue la primera mujer en llevar pantalones en un retrato oficial de primera dama estadounidense.
En Roma en 1992, los pantalones vaqueros de una mujer se convirtieron en el tema central de un caso de violación. Un profesor de autoescuela de 45 años fue acusado de violación. Cuando recogió a una joven de 18 años para su primera clase de conducción, supuestamente la violó durante una hora y luego la amenazó con matarla si denunciaba el delito. Esa misma noche se lo contó a sus padres, que presentaron cargos. Aunque el presunto violador fue declarado culpable y condenado, el Tribunal Supremo italiano anuló la condena en 1998 porque la víctima llevaba vaqueros ajustados. Se argumentó que necesariamente debía haber tenido que ayudar a su agresor a quitarse los vaqueros, convirtiendo así el acto en consentido ("como la víctima llevaba unos vaqueros muy, muy ajustados, tuvo que ayudarle a quitárselos... y al quitarse los vaqueros... ya no fue violación sino sexo consentido"). El Tribunal Supremo italiano declaró en su sentencia que "es un hecho de experiencia común que es casi imposible quitarse unos vaqueros ajustados, incluso parcialmente, sin la colaboración activa de la persona que los lleva puestos." Esta sentencia provocó una protesta feminista generalizada. Al día siguiente de la decisión, las mujeres protestaron en el Parlamento italiano vistiendo vaqueros y portando pancartas en las que se podía leer "Vaqueros: Una coartada para la violación". En señal de apoyo, el Senado y la Asamblea de California siguieron su ejemplo. Pronto Patricia Giggans, directora ejecutiva de la Comisión de Los Ángeles contra las Agresiones a Mujeres, (ahora Peace Over Violence) convirtió el Denim Day en un evento anual. Desde 2011, al menos 20 estados de EE. UU. reconocen oficialmente el Denim Day en abril. Desde 2008, el Tribunal Supremo italiano ha revocado sus conclusiones, y ya no existe una defensa "vaquera" para la acusación de violación.
Las mujeres no pudieron llevar pantalones en el Senado de EE. UU. hasta 1993. En 1993, las senadoras Barbara Mikulski y Carol Moseley Braun llevaron pantalones en el hemiciclo desafiando la norma, y el personal femenino de apoyo les siguió poco después; la norma fue modificada ese mismo año por la sargento de armas del Senado Martha Pope para permitir a las mujeres llevar pantalones en el hemiciclo siempre que también llevaran chaqueta. En Malaui no se permitió legalmente a las mujeres llevar pantalones bajo el mandato del presidente Kamuzu Banda hasta 1994. Esta ley se introdujo en 1965.
Desde 2004, la Unión Internacional de Patinaje permite a las mujeres llevar pantalones en lugar de faldas en las competiciones de patinaje sobre hielo.
En 2009, la periodista Lubna Hussein fue multada con el equivalente a 200 dólares cuando un tribunal la declaró culpable de violar las leyes de decencia de Sudán por llevar pantalones.
En 2012, la Real Policía Montada de Canadá empezó a permitir a las mujeres llevar pantalones y botas con todos sus uniformes formales.

## Galería

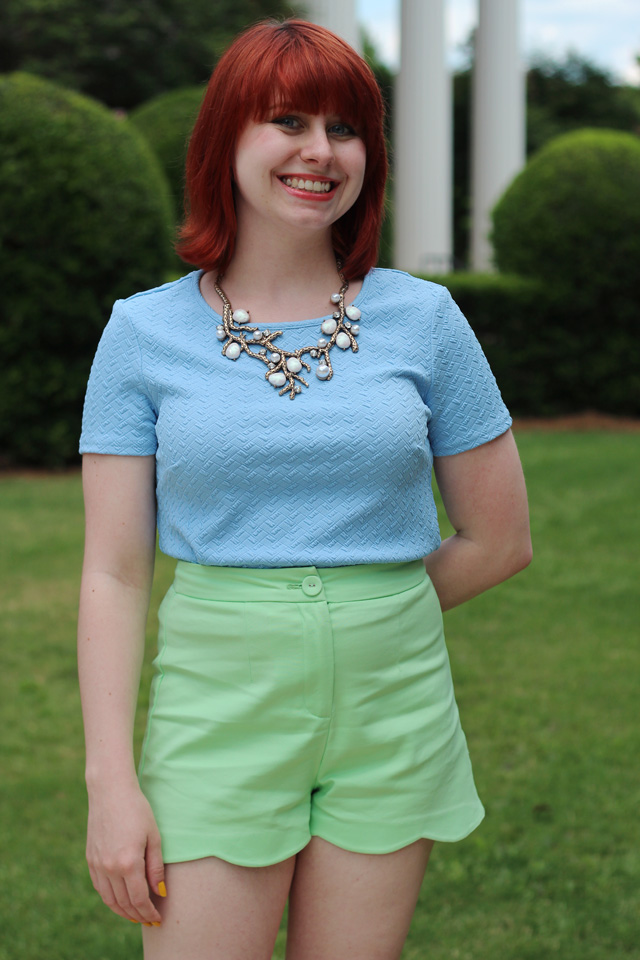
Pantalones cortos.
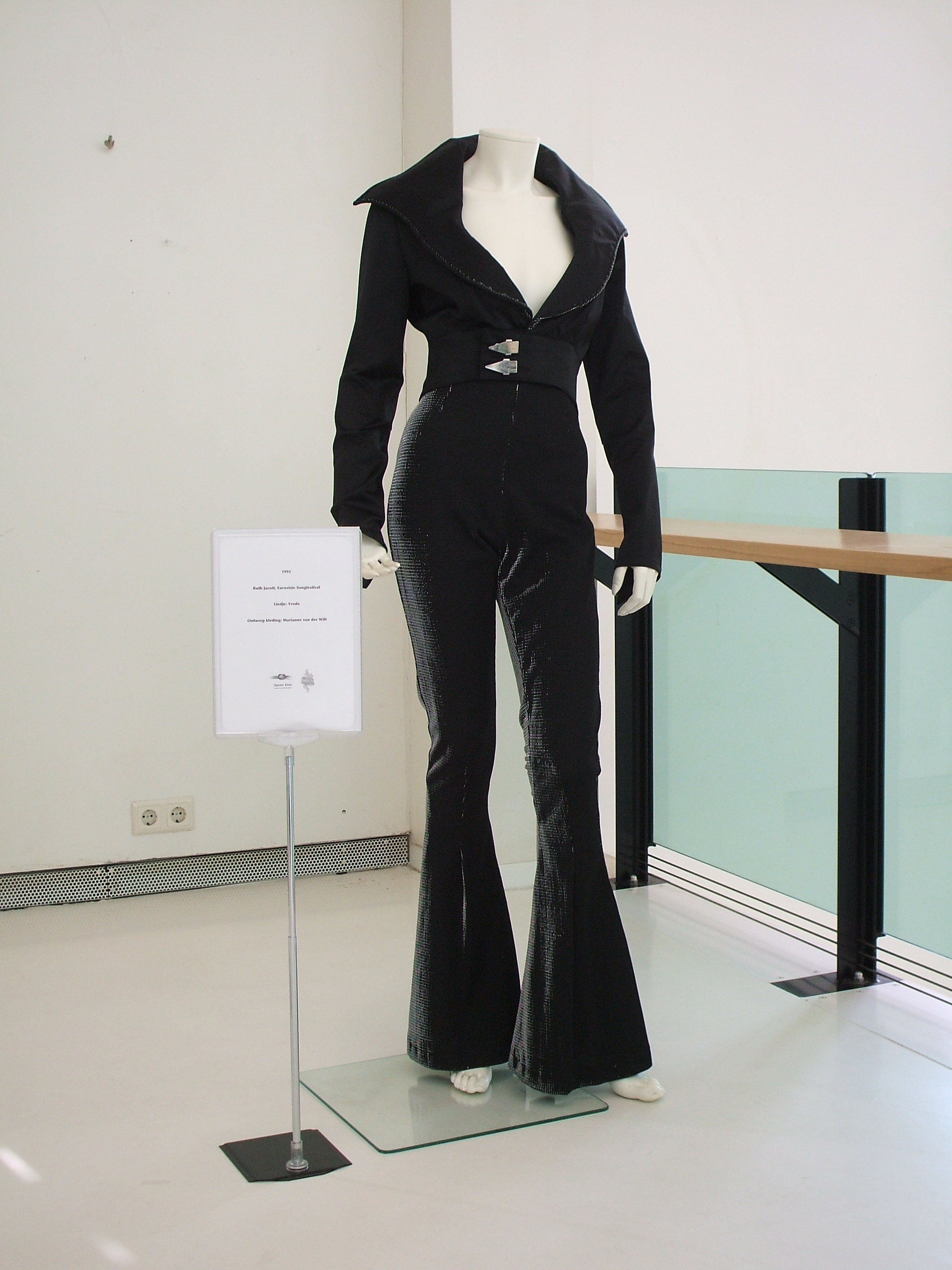
Pantalones de pata de elefante.
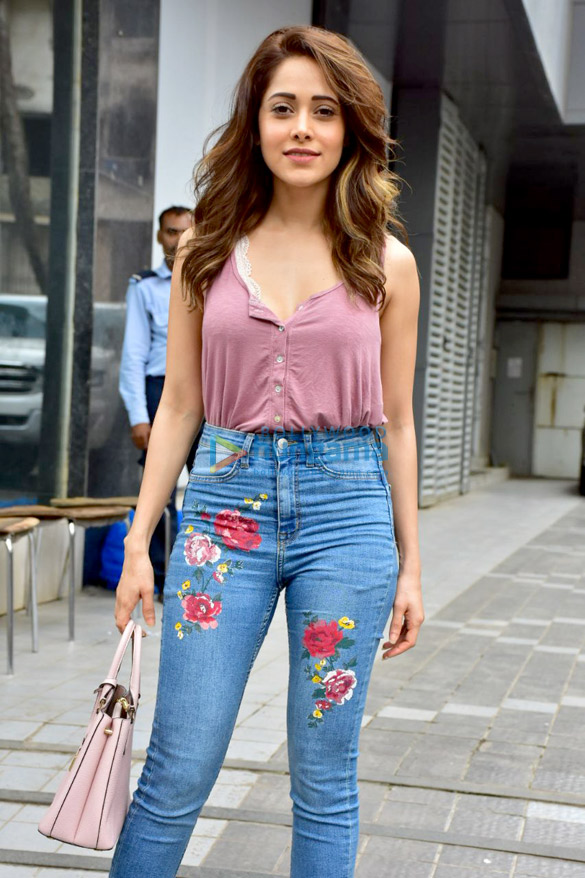
Pantalón vaquero.
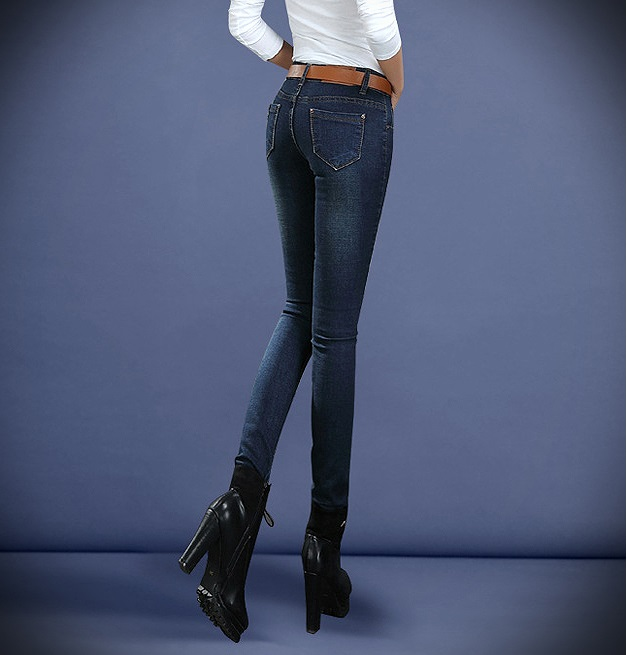
Pantalón pitillo.
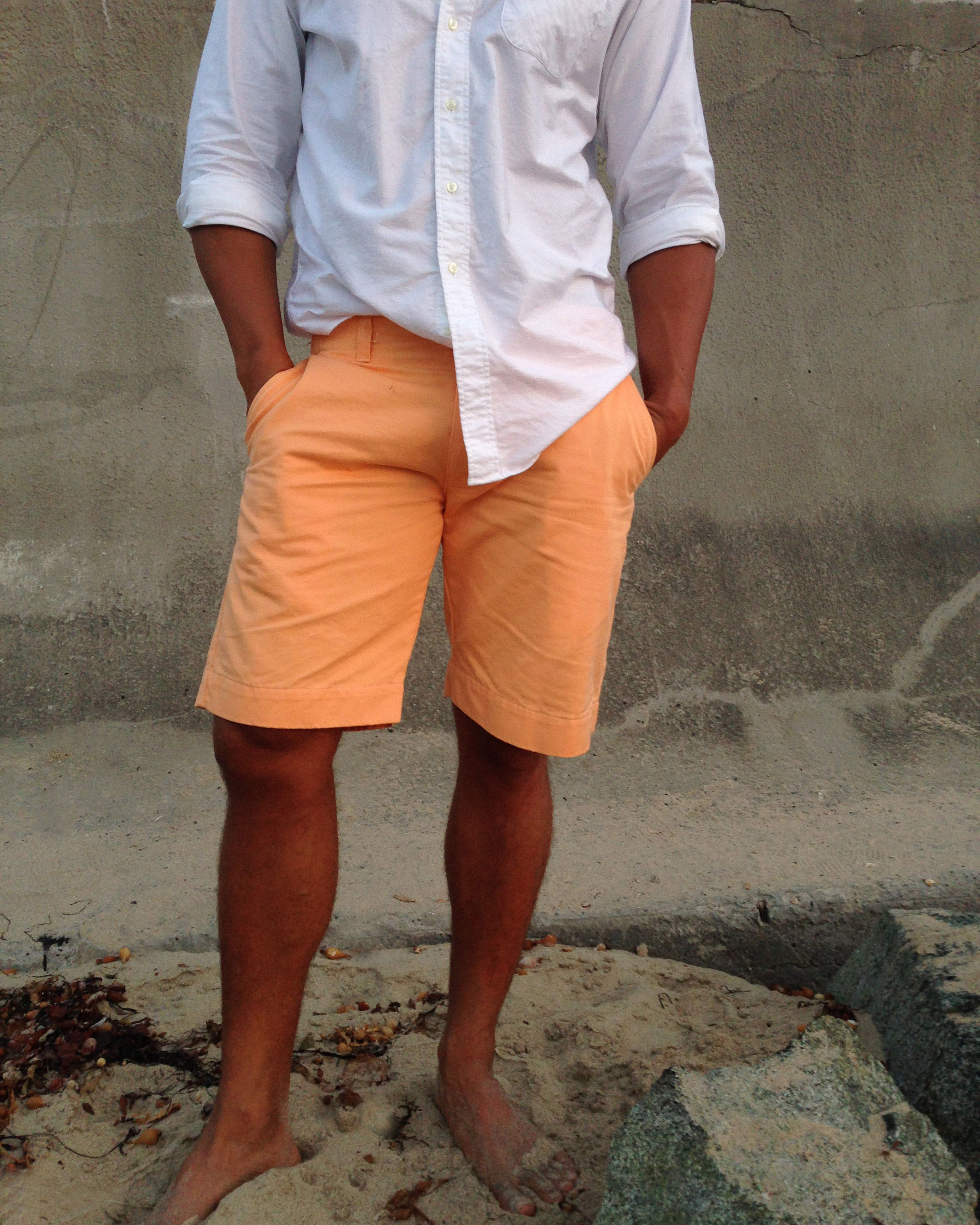
Bermudas
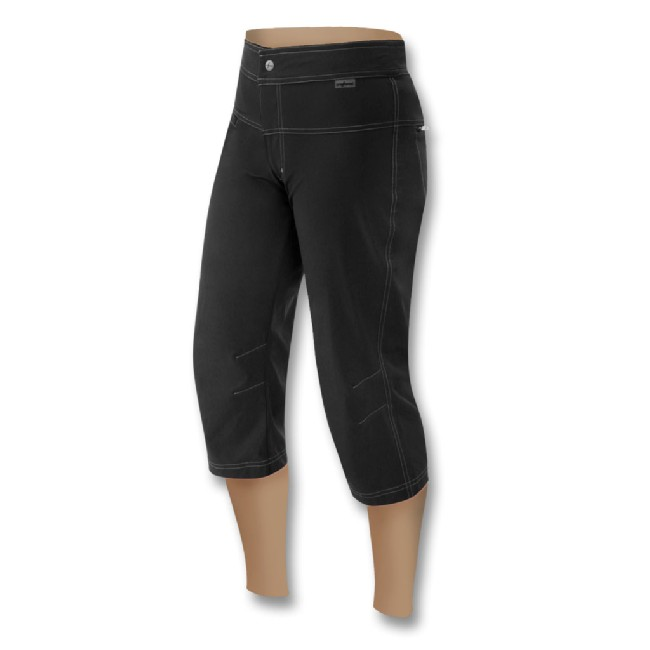
Pantalones capri.
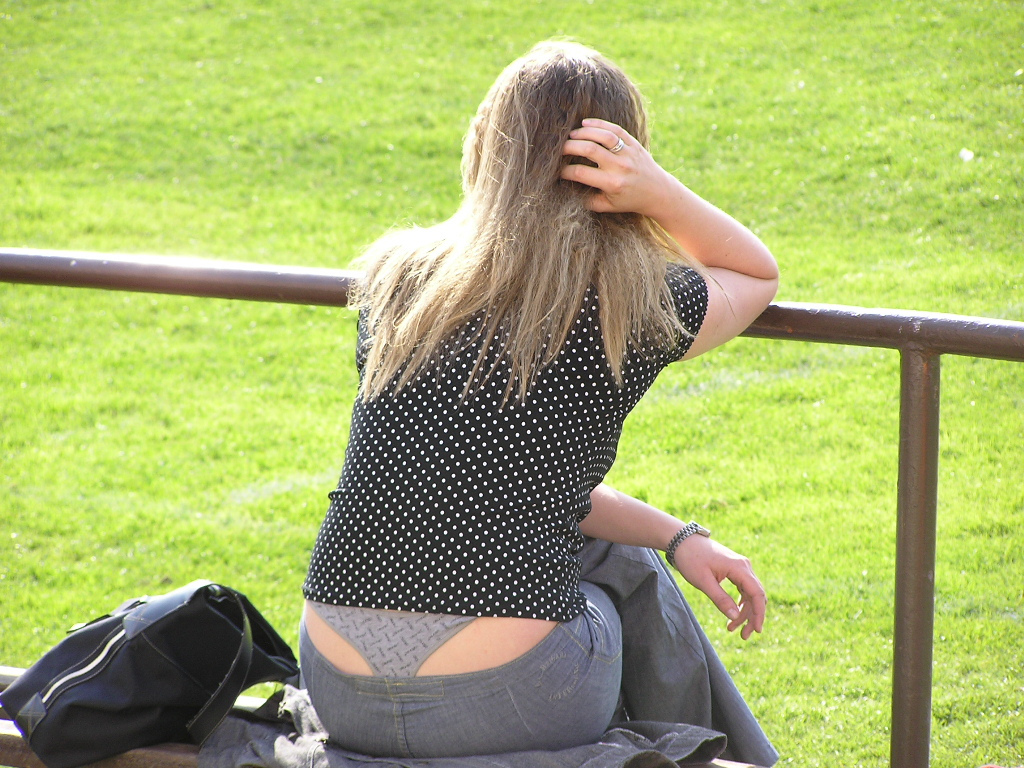
Pantalón de tiro bajo.
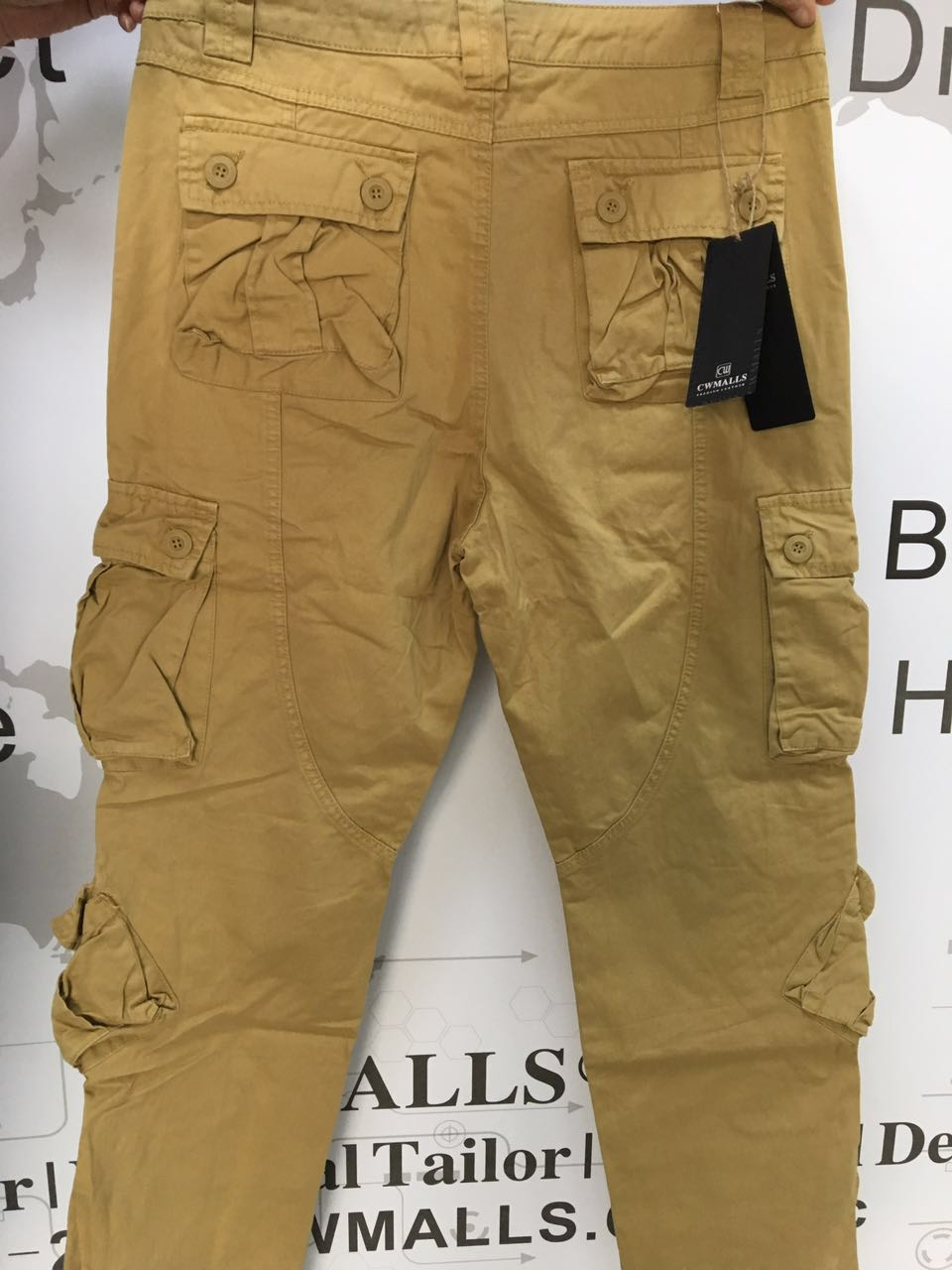
Pantalón cargo.
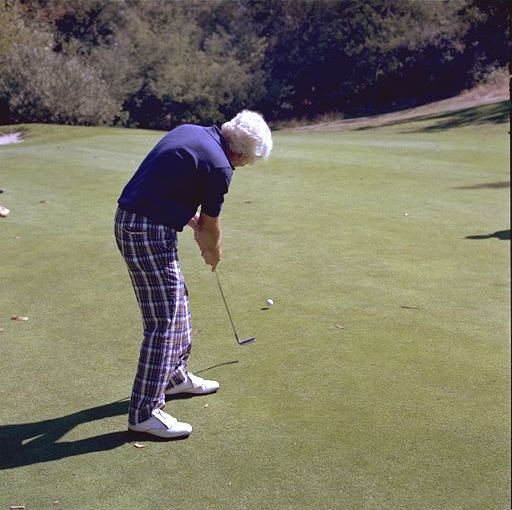
Pantalones de golf.
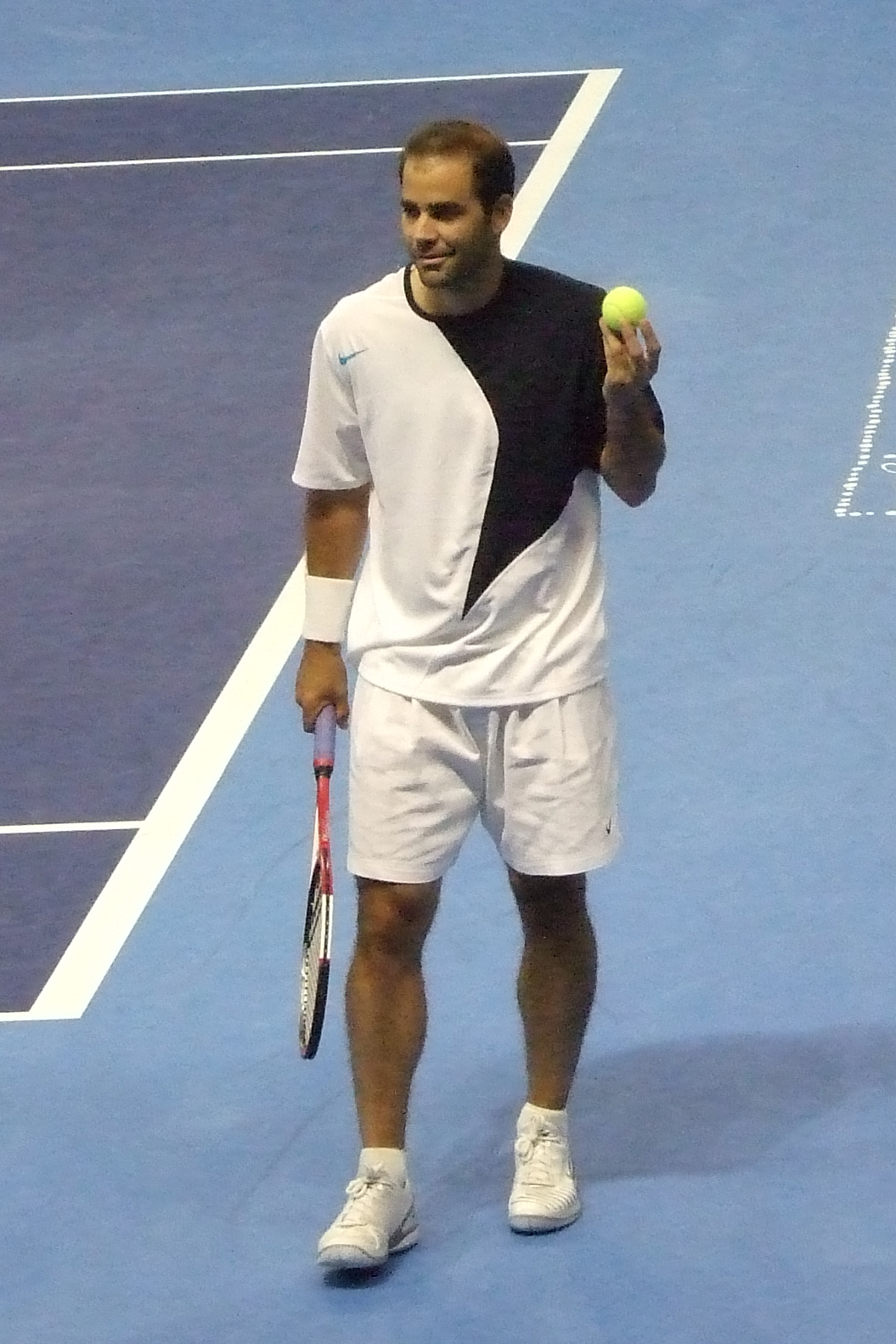
Pantalones de tenis.
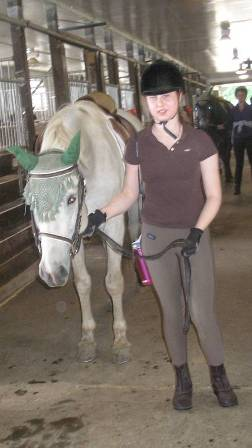
Pantalón de montar.
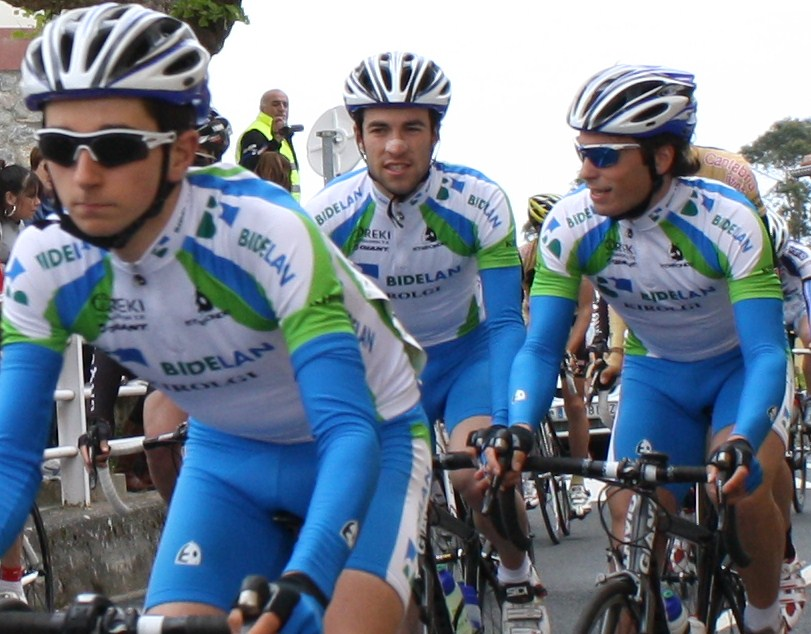
Culottes de ciclista.
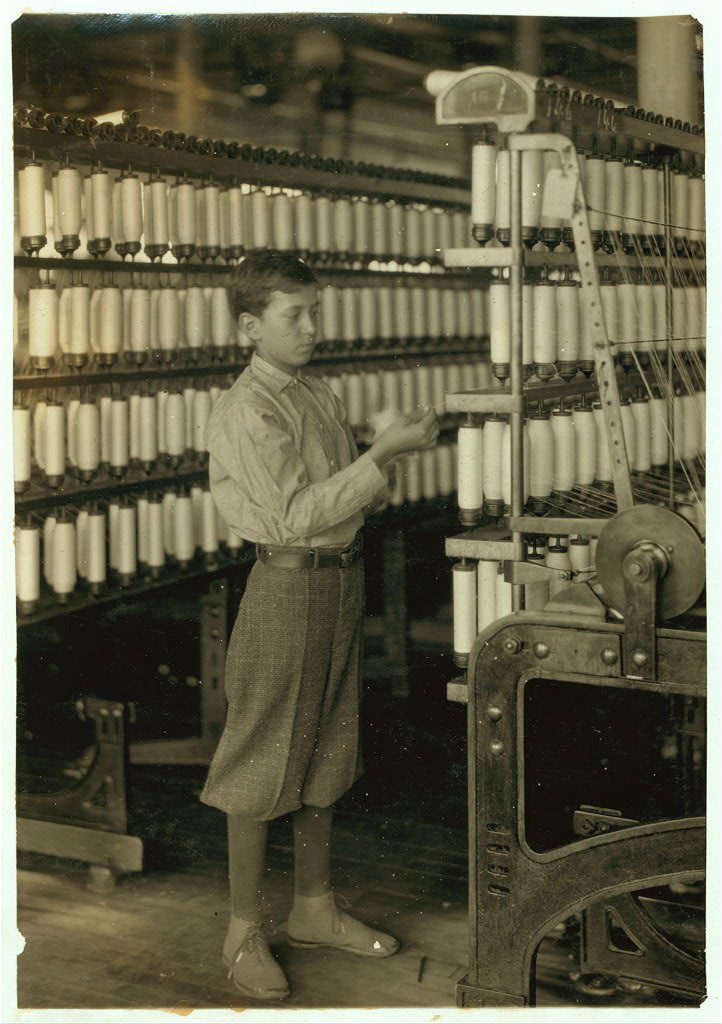
Bombachos.
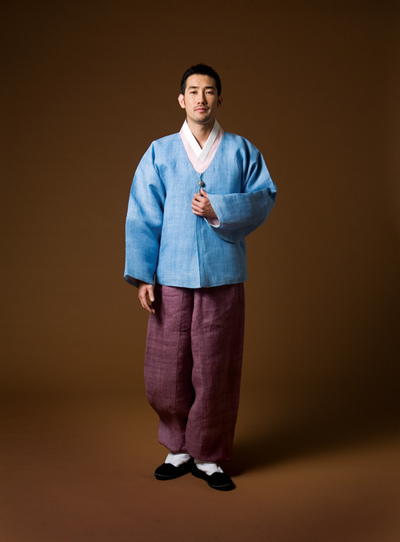
Baji, pantalón coreano.
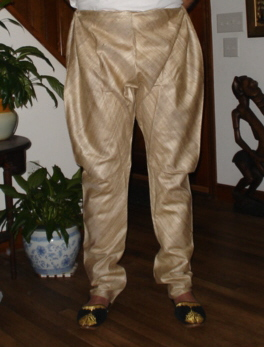
Pantalones churidar.
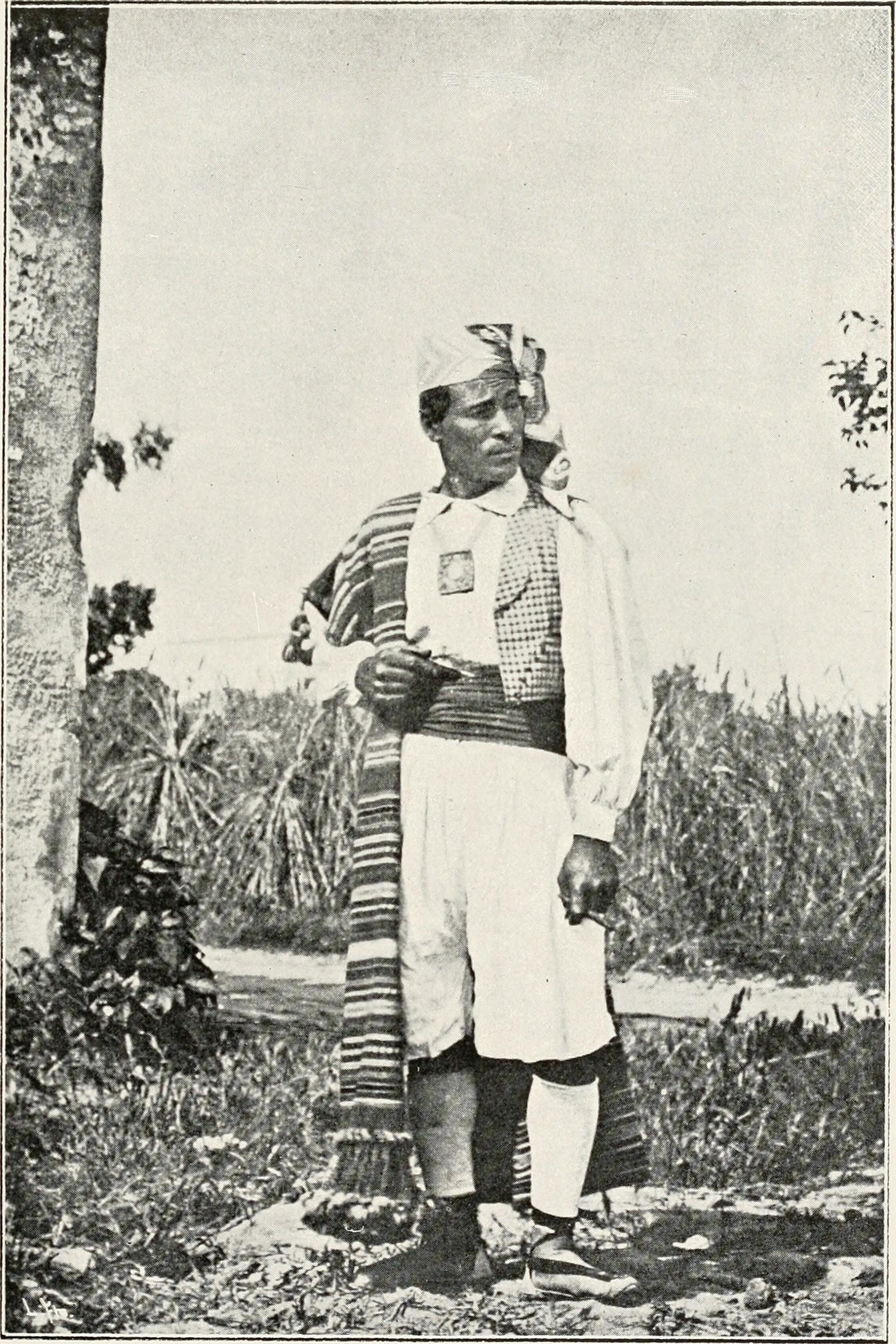
Zaragüelles.
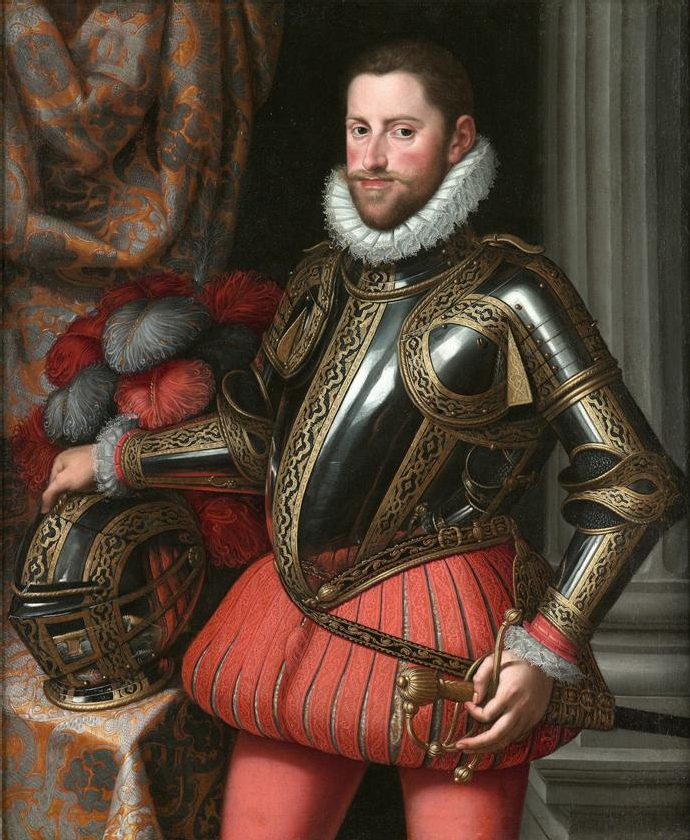
Gregüescos.
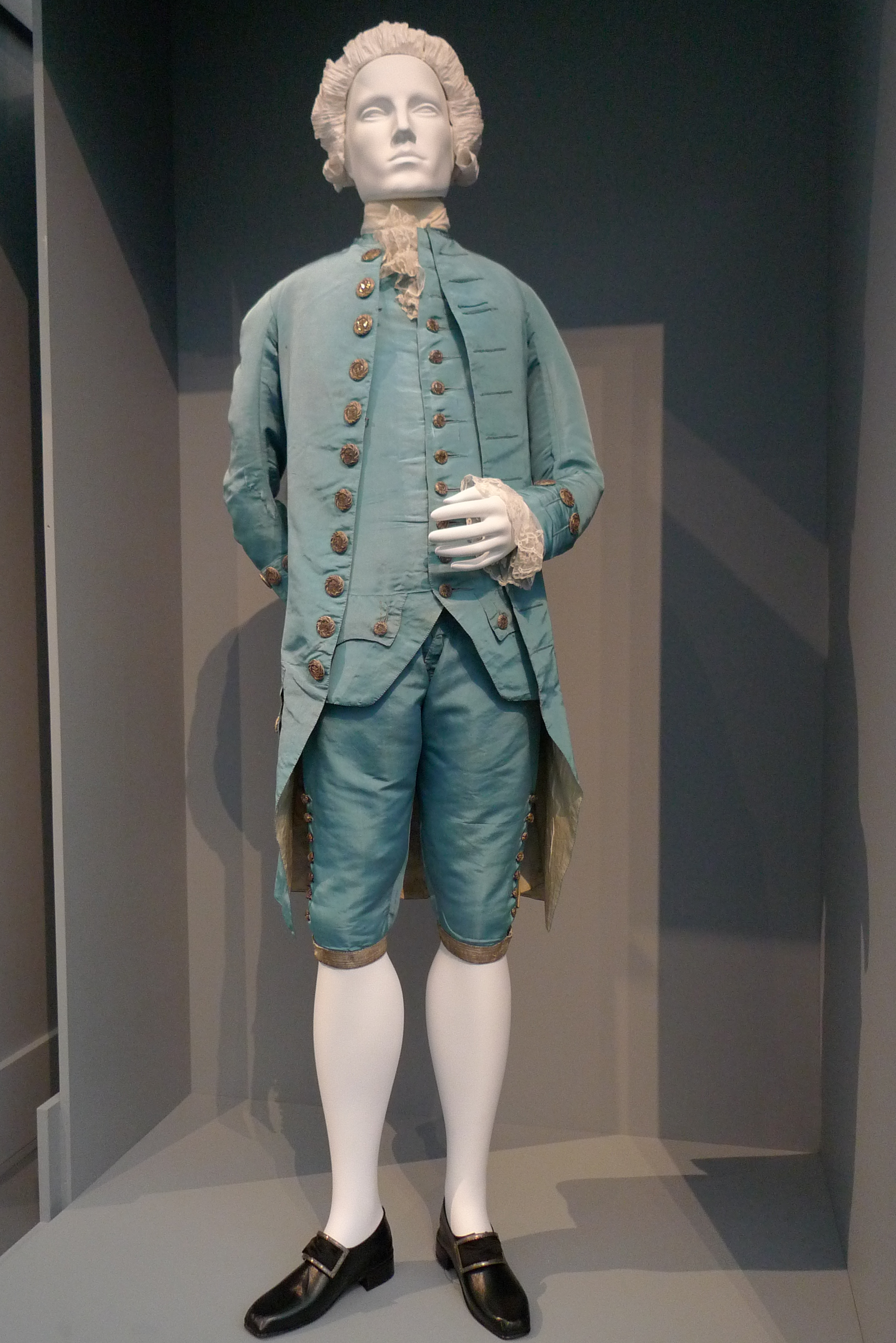
Traje con calzón (1765).